# Krångforsdammen
Krångforsdammen är en sjö i Skellefteå kommun i Västerbotten och ingår i Skellefteälvens huvudavrinningsområde. Sjön har en area på 1,12 kvadratkilometer och ligger 105,5 meter över havet. Sjön avvattnas av vattendraget Skellefteälven.

## Delavrinningsområde
Krångforsdammen ingår i det delavrinningsområde (719225-172082) som SMHI kallar för Utloppet av Krångforsdammen. Medelhöjden är 145 meter över havet och ytan är 9,09 kvadratkilometer. Räknas de 684 avrinningsområdena uppströms in blir den ackumulerade arean 11 058,62 kvadratkilometer. Avrinningsområdets utflöde Skellefteälven mynnar i havet. Avrinningsområdet består mestadels av skog (74 procent). Avrinningsområdet har 1,1 kvadratkilometer vattenytor vilket ger det en sjöprocent på 12,1 procent.